# Cala Varques
Cala Varques (‚Barken-Bucht‘) ist eine kleine Bucht mit einem Sandstrand im Osten der spanischen Baleareninsel Mallorca. Sie befindet sich an der Küste der Gemeinde Manacor zwischen den Orten S’Estany d’en Mas und Cales de Mallorca.

## Lage und Beschreibung

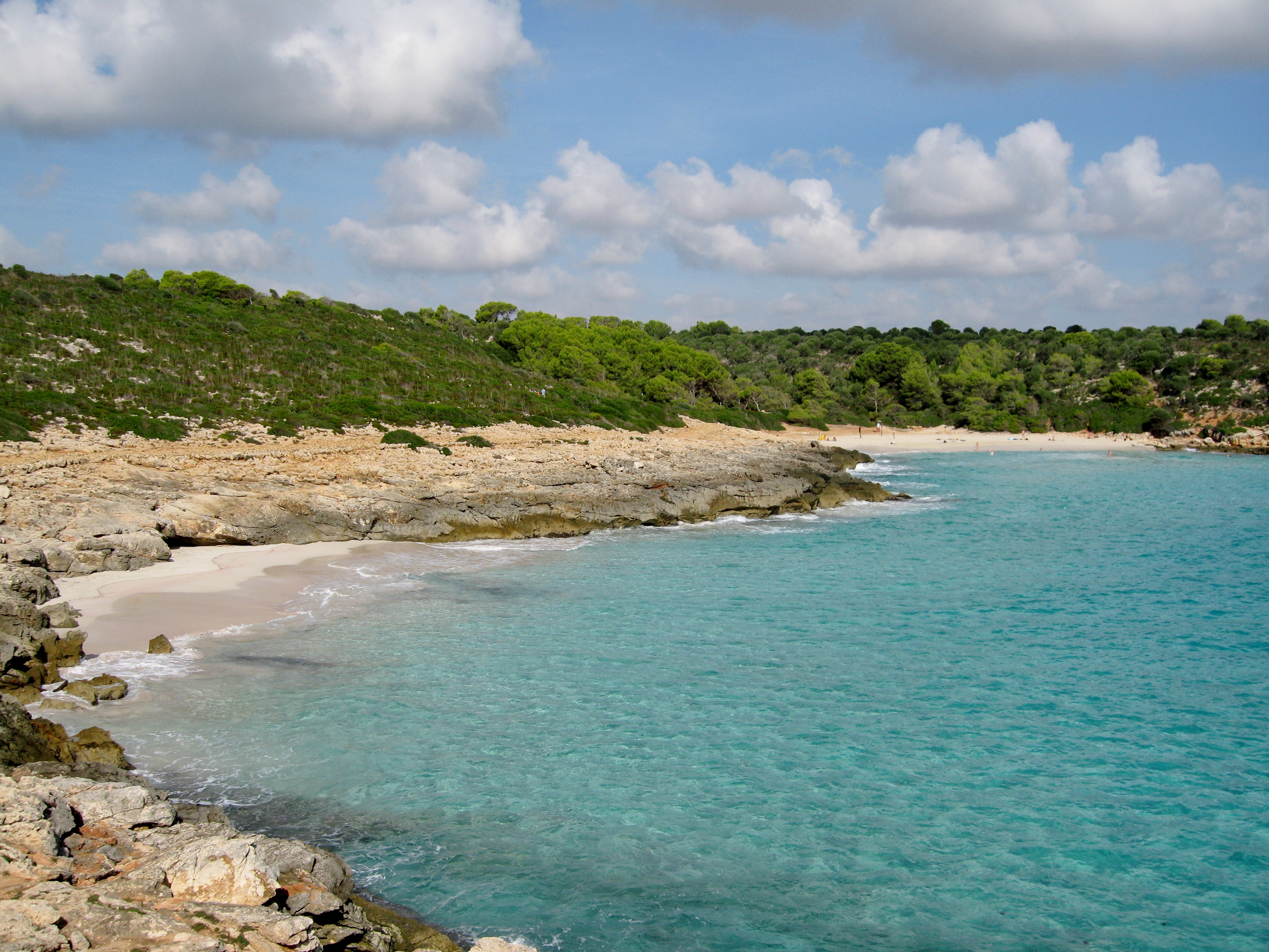
Cala Varques

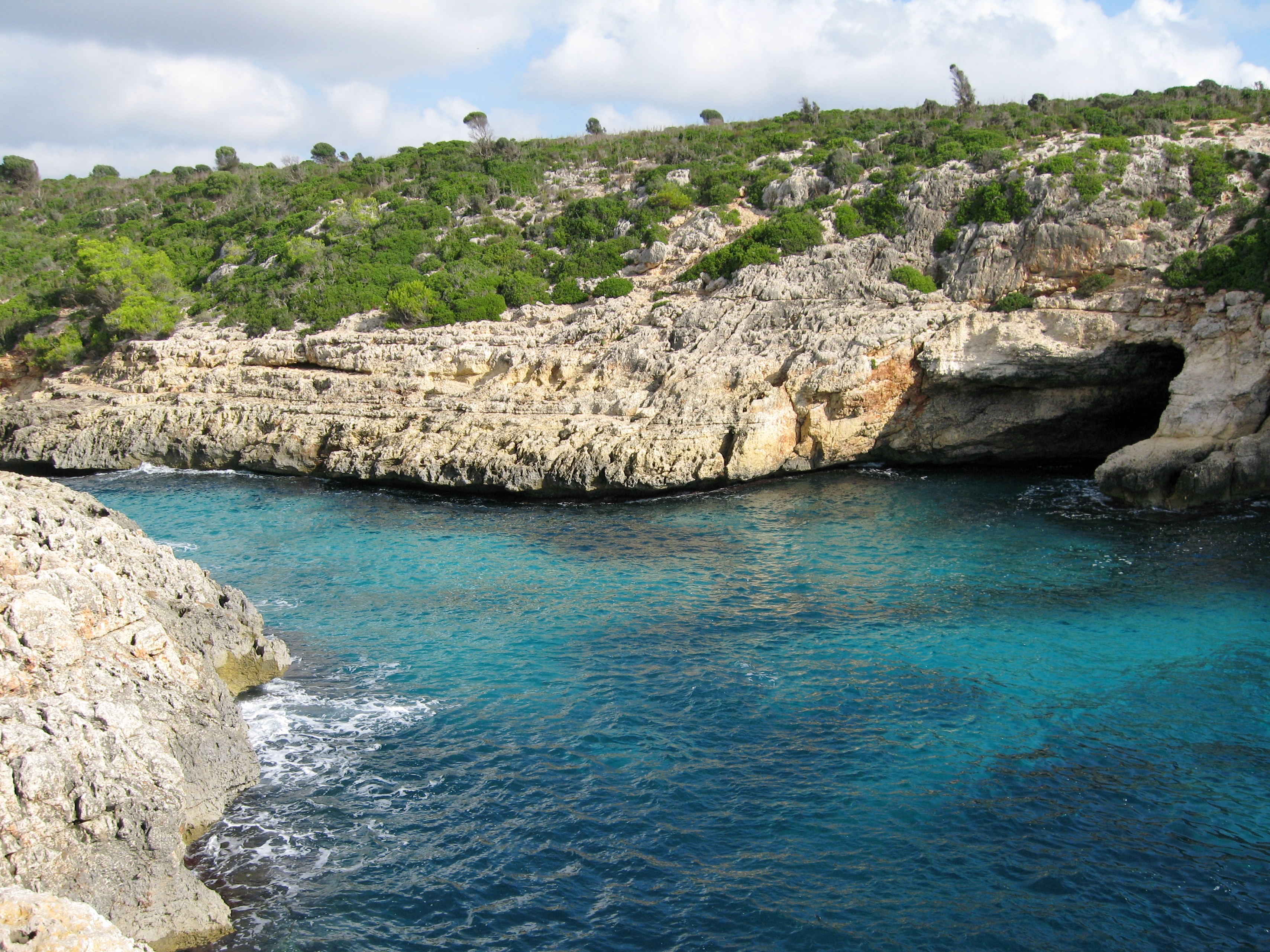
Caló Blanc

Die Cala Varques liegt abseits der nächstgelegenen Touristen-Siedlungen S’Estany d’en Mas (Cala Romàntica), 2 Kilometer im Norden, und Cales de Mallorca, 3,8 Kilometer südlich, im Naturschutzgebiet Cales Verges de Manacor (Typ ANEI-Àrea natural d’especial interès). Die Bucht wird eingefasst durch die Landzungen Punta de Llevant zur südlich angrenzenden Bucht Racó de sa Teula und Punta d’en Barrafau zur nördlichen Cala Falcó.
Richtung Cala Falcó befindet sich in den Felsen eine kleine Nebenbucht der Cala Varques, die als es Caló Blanc bezeichnet wird. Die Umgebung ist in Privatbesitz der Landgüter von Can Fresquet und Can Josep Talaia. Am Ufer der Cala Varques befinden sich ein größerer, etwa 70 Meter langer Strand und ein circa 150 Meter südöstlich davon entfernt gelegener kleiner Strand, der nur bei geringem Wellengang zu nutzen ist (im Jahr 2008 war dieser auch bei ruhigem Wasser nicht vorhanden). Beide werden durch Felsen eingerahmt, die nordöstlich des Hauptstrandes eine Steilküste bilden, aus denen das Meerwasser Grotten ausgespült hat.
In der warmen Jahreszeit werden die Klippen der Steilküste für Freikletter-Übungen genutzt, dem sogenannten „Deep Water Soloing“ (DWS), mallorquinisch „Psicobloc“ genannt. Im Sommer ist Cala Varques auch ein beliebter Schiffsankerplatz. Im hinteren Bereich des Hauptstrandes der Bucht befindet sich ein Kiefernwald. In ihm sind oftmals Zelte anzutreffen, obwohl das Camping durch die privaten Besitzer an der Cala Varques verboten wurde, nicht zuletzt, um des Müllproblems Herr zu werden. Der Strand hingegen ist sauber. Er besteht aus feinem hellen Sand ohne Seegrasresten, wie oftmals auf Mallorca anzutreffen, und fällt flach ins Meer ab. In letzter Zeit weist der Strand gestiegene Besucherzahlen auf, weshalb er nun zeitweise durch Rettungsschwimmer überwacht wird. An der Cala Varques wird vielfach auch nackt gebadet.

## Cova des Pont

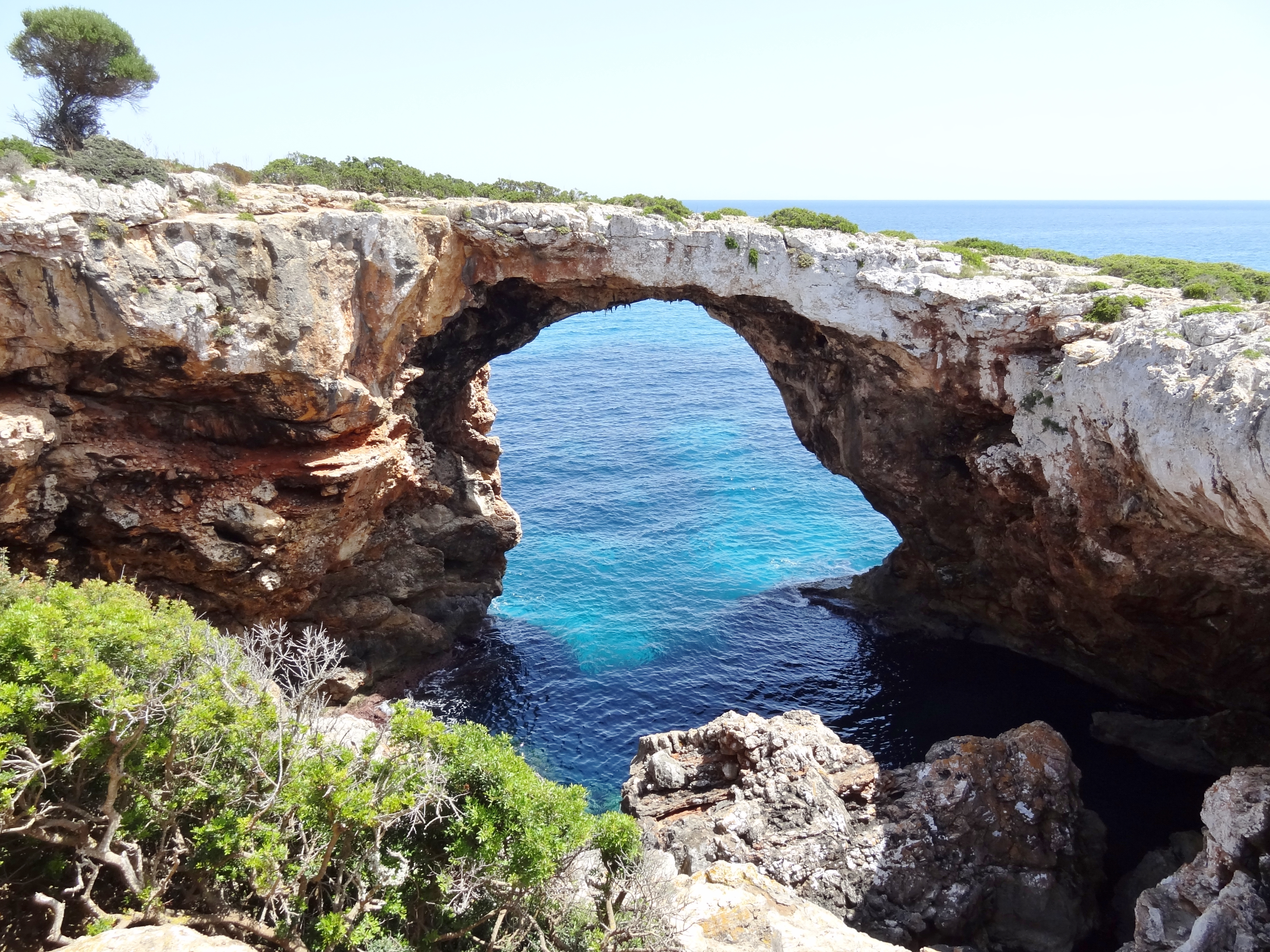
Cova des Pont

Nordöstlich von Cala Varques erreicht man auf einem wenig ausgeprägten Küstenpfad an der Cova des Pont eine spektakulär sich über die Küstenfelsen spannende Felsenbrücke.